# Norhalis Shafik
Norhalis Shafik (né à Singapour) est un joueur de football international singapourien, qui évoluait au poste de défenseur.

## Biographie

### Carrière en club
Il joue pour Terengganu Football Club et le Geylang United Football Club.

### Carrière en sélection
Il participe avec l'équipe de Singapour à la Coupe d'Asie des nations de 1984.